# Hubert Peigné
Hubert Peigné est un haut fonctionnaire français, coordonnateur interministériel pour le développement de l’usage du vélo (dit « Monsieur Vélo ») de 2006 à 2011.

## Biographie
Ancien élève de Polytechnique (promotion X1965)  et ingénieur général des Ponts et Chaussées, il a occupé plusieurs postes de directeur départemental ou régional de l’équipement, notamment en Seine-et-Marne dans l Aisne ou en Provence-Alpes-Côte d'Azur. 
Il a également animé le comité de suivi de la politique vélo, structure mise en place par les pouvoirs publics en 1994 pour présenter et confronter le point de vue de l’ensemble des acteurs de ce secteur dans un cadre partenarial.
La fonction de coordonnateur interministériel a été instituée par le Premier ministre par décret n°2006-444 du 14 avril 2006, et le président de la République a nommé Hubert Peigné à ce poste par décret du 18 avril 2006.
Hubert Peigné a pris sa retraite en novembre 2011. C'est Dominique Lebrun, inspecteur général de l'administration du développement durable, qui lui a succédé par décret du 28 décembre 2011.

## Distinctions
Le Club des villes et territoires cyclables lui a décerné en octobre 2011 un Talent d’or « pour son engagement à la  cause du vélo - urbain, de loisirs, de  tourisme, sa  ténacité  et sa  persévérance pour le  hisser au rang d’une  grande  cause nationale, ainsi que pour l’accompagnement et le soutien qu’il a su apporter à de nombreux acteurs du monde du vélo. »